# Dichocarpum franchetii
Dichocarpum franchetii là một loài thực vật có hoa trong họ Mao lương. Loài này được (Finet & Gagnep.) W.T.Wang & P.K.Hsiao mô tả khoa học đầu tiên năm 1964.